# Stargirl (serial telewizyjny)
Stargirl – amerykański serial o superbohaterach stworzony przez Geoffa Johnsa. Serial opiera się na bohaterce DC Comics Courtney Whitmore stworzonej przez Johnsa i Lee Modera. W październiku 2022 potwierdzono, że serial zakończy się po trzecim sezonie.

## Fabuła
Stargirl przedstawia losy licealistki Courtney Whitmore (Brec Bassinger), która odkrywa u siebie supermoce i postanawia zainspirować grupę młodych herosów do walki ze złoczyńcami z przeszłości. Chce w ten sposób wypełnić dziedzictwo pozostawione przez drużynę superbohaterów z Justice Society of America.

## Obsada
- Brec Bassinger jako Courtney Whitmore / Stargirl
- Yvette Monreal jako Yolanda Montez / Wildcat II
- Anjelika Washington jako Beth Chapel / dr Mid-Nite II
- Cameron Gellman jako Rick Tyler / Hourman II
- Trae Romano jako Mike Dugan
- Jake Austin Walker jako Henry King Jr (sezon 1, sezon 2 - rola gościnna)
- Hunter Sansone jako Cameron Mahkent
- Meg DeLacy jako Cindy Burman / Shiv
- Neil Jackson jako Jordan Mahkent / Icicle (sezon 1, sezony 2-3 - rola gościnna)
- Christopher James Baker jako dr Henry King Sr / Brainwave (sezon 1, sezon 2 - rola gościnna)
- Amy Smart jako Barbara Whitmore
- Luke Wilson jako Pat Dugan / S.T.R.I.P.E.
- Nick Tarabay jako Eclipso (sezon 2)
- Alkoya Brunson jako Jakeem Williams / Jakeem Thunder (sezon 3, sezon 2 - rola gościnna)
- Joy Osmanski jako Paula Brooks / Tigress (sezon 3, sezony 1-2 - rola drugoplanowa)
- Neil Hopkins jako Lawrence Crock / Sportsmaster (sezon 3, sezony 1-2 - rola drugoplanowa)
- Joel McHale jako Starman / Ultra-Humanite (sezon 3, sezony 1-2 - rola drugoplanowa)

## Przegląd sezonów
| Sezon | Sezon | Odcinki | Premierowa emisja | Premierowa emisja | Premierowa emisja | Premierowa emisja | Premierowa emisja | Premierowa emisja |
| Sezon | Sezon | Odcinki | Premiera sezonu   | Finał sezonu      | Dystrybucja       | Premiera sezonu   | Finał sezonu      | Dystrybucja       |
| ----- | ----- | ------- | ----------------- | ----------------- | ----------------- | ----------------- | ----------------- | ----------------- |
|       | 1     | 13      | 18 maja 2020      | 10 sierpnia 2020  | DC Universe       | 19 maja 2020      | 11 sierpnia 2020  | HBO GO            |
|       | 2     | 13      | 10 sierpnia 2021  | 2 listopada 2021  | The CW            | 11 sierpnia 2021  | 3 listopada 2021  | HBO GO            |
|       | 3     | 13      | 31 sierpnia 2022  | 7 grudnia 2022    | The CW            | 2 września 2022   | 9 grudnia 2022    | HBO Max           |

## Premiera
Pierwszy sezon serialu można było oglądać na DC Universe od 18 maja 2020 oraz następnego dnia na The CW. Sezon 2 będzie wyłącznie na The CW. W Polsce serial można obejrzeć na platformie Max